# Léonice Huet

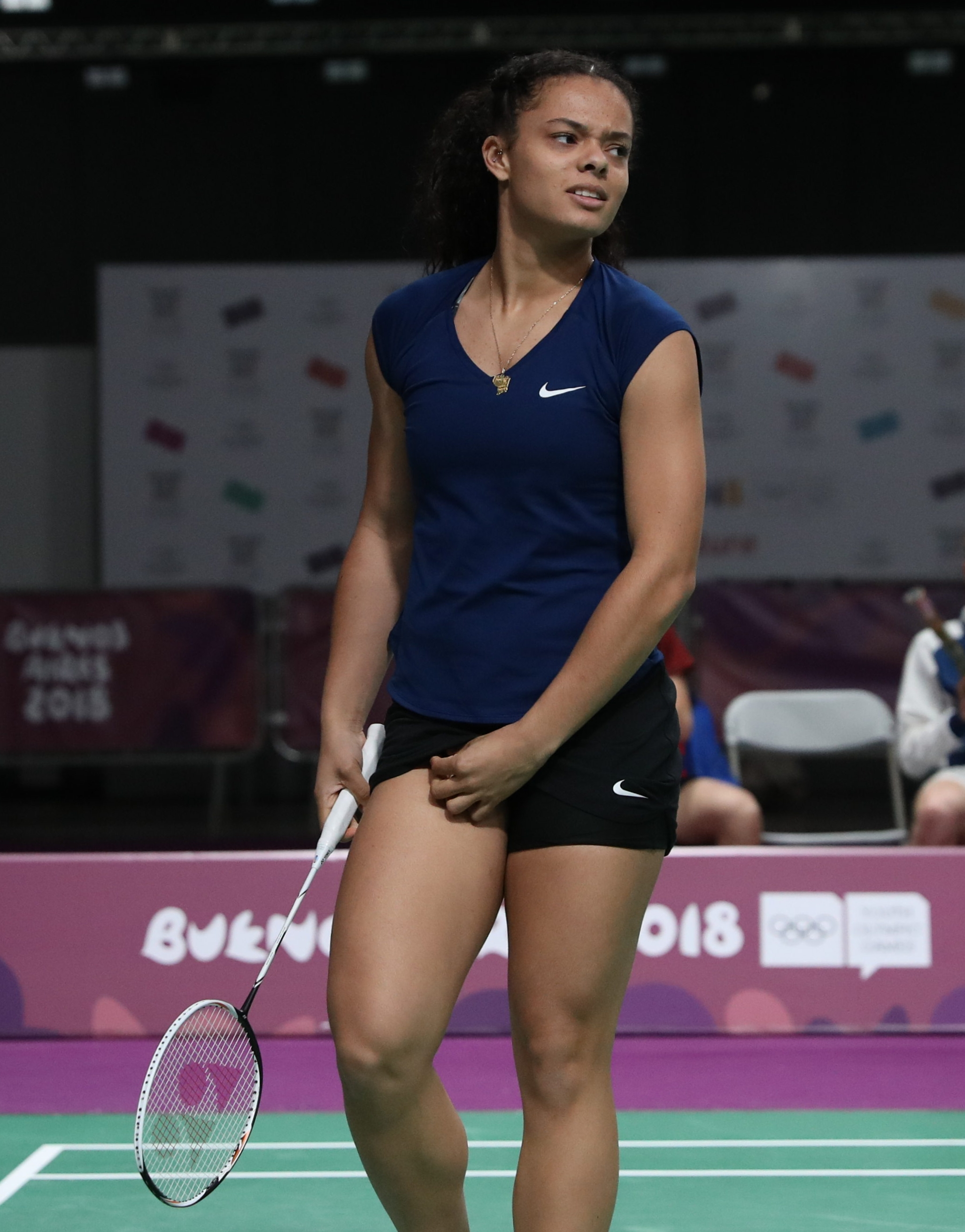
Huet im Endspiel des Mannschaftswettbewerbs der Olympischen Jugend-Sommerspielen 2018 in Buenos Aires

Léonice Huet (* 21. Mai 2000 in Dieppe, Département Seine-Maritime) ist eine französische Badmintonspielerin.

## Karriere
Huet begann bei einem Verein in Bonneval Badminton zu spielen. 2014 wechselte sie zum CLT Orléans, um an größeren Turnieren teilnehmen zu können. Kurz nach ihrem 16. Geburtstag erspielte sie an der Seite von Thom Gicquel ihren ersten internationalen Titel bei einem Turnier der Badminton World Federation mit ihrem Sieg bei den Latvia International 2016. Im folgenden Jahr siegte sie mit Vimala Hériau bei den French Juniors 2017 und im Dameneinzel bei den Portuguese Juniors 2017.  Außerdem wurde Huet mit der französischen Mannschaft in Mülhausen Junioreneuropameisterin. 2018 triumphierte sie bei der nationalen Nachwuchsmeisterschaft im Dameneinzel und erspielte bei der Französischen Badmintonmeisterschaft 2018 zwei Titel. Bei der Junioreneuropameisterschaft 2018 konnte sie als Teil der französischen Auswahl ihren Titel verteidigen. Huet qualifizierte sich für die Olympischen Jugend-Sommerspiele 2018 in Buenos Aires. Im Einzel scheiterte sie in der Gruppenphase, im Teamwettbewerb, bei dem international gemischte Teams antraten, gewann sie mit Team Omega die olympische Silbermedaille.
Im nächsten Jahr erreichte sie Podiumsplatzierungen bei den Slovenia International 2019, den Estonian International 2019, den Latvia International 2019 und der Greece Open 2019. Ihren ersten internationalen Sieg im Dameneinzel erzielte Huet bei den Lithuanian International 2019. Bei der nationalen Meisterschaft wurde sie Dritte im Dameneinzel. 2020 erspielte Huet mit dem Damenteam der französischen Nationalmannschaft bei der Europameisterschaft 2020 in ihrem Heimatland die Bronzemedaille und wurde bei den Portugal International 2020 Zweite im Dameneinzel. Mit ihrem dritten Platz bei den Spain Masters 2021 stand sie erstmals bei einem Turnier der BWF World Tour auf dem Podium. Bei der Europameisterschaft 2021 in Vantaa zog Huet im Mannschaftswettbewerb ins Endspiel ein, in dem sie gegen die dänischen Rekordmeister unterlagen. Bei der Französischen Meisterschaft 2021 scheiterte sie im Dameneinzel im Finale an Yaëlle Hoyaux und wurde im Folgejahr Dritte.

## Sportliche Erfolge
| Jahr | Veranstaltung                           | Platz | Disziplin   | Spielpartner  |
| ---- | --------------------------------------- | ----- | ----------- | ------------- |
| 2016 | Latvia International 2016               | 1.    | Mixed       | Thom Gicquel  |
| 2017 | French Juniors 2017                     | 1.    | Damendoppel | Vimala Hériau |
| 2017 | Portuguese Juniors 2017                 | 1.    | Dameneinzel |               |
| 2017 | Junioreneuropameisterschaft 2017        | 1.    | Mannschaft  | Frankreich    |
| 2018 | Französische Juniorenmeisterschaft 2018 | 1.    | Dameneinzel |               |
| 2018 | Französische Meisterschaft 2018         | 1.    | Damendoppel | Vimala Hériau |
| 2018 | Französische Meisterschaft 2018         | 1.    | Dameneinzel |               |
| 2018 | Olympische Jugend-Sommerspiele 2018     | 2.    | Mannschaft  | Team Omega    |
| 2019 | Slovenia International 2019             | 3.    | Dameneinzel |               |
| 2019 | Estonian International 2019             | 3.    | Dameneinzel |               |
| 2019 | Latvia International 2019               | 3.    | Dameneinzel |               |
| 2019 | Greece Open 2019                        | 3.    | Dameneinzel |               |
| 2019 | Lithuanian International 2019           | 1.    | Dameneinzel |               |
| 2019 | Französische Meisterschaft 2019         | 3.    | Dameneinzel |               |
| 2020 | Europameisterschaft 2020                | 3.    | Mannschaft  | Frankreich    |
| 2021 | Spain Masters 2021                      | 3.    | Dameneinzel |               |
| 2021 | Französische Meisterschaft 2021         | 2.    | Dameneinzel |               |
| 2021 | Europameisterschaft 2021                | 2.    | Mannschaft  | Frankreich    |
| 2022 | Französische Meisterschaft 2022         | 3.    | Dameneinzel |               |